# Yvonne Catterfeld
Yvonne Catterfeld (Erfurt, 2 december 1979) is een Duits zangeres en actrice. Op 15-jarige leeftijd ging ze piano en fluit spelen, terwijl ze ook haar eerste dans- en zanglessen kreeg. Na de middelbare school studeerde ze pop en jazz aan de Felix Mendelssohnschool voor Muziek en Theater Leipzig. In 1998 kwam haar eerste plaat uit, genaamd KIV.
In 2000 speelt ze de hoofdrol in Sophie - Braut Wider Willen, maar de serie was geen succes en werd na 65 afleveringen gestopt. 
In 2003 brak ze door als zangeres met het album Meine Welt. Als zangeres werkte ze met diverse producers waaronder Dieter Bohlen, Steffen Britzke, Matthias Hoffmann en Ralf Hildenbeutel.
In 2016 werd ze een van de coaches bij The Voice of Germany, de Duitse versie van The voice of Holland. Ze stopte na drie seizoenen in 2018. In 2020 keert ze echter terug, deze keer zal ze een 'coachduo' vormen met Stefanie Kloß. In 2018 en 2019 was ze ook coach bij de Duitse Voice Senior. 

## Privé
Catterfeld had van 2004 tot 2007 een relatie met de toneelspeler Wayne Carpendale. Daarna kreeg ze een relatie met acteur Oliver Wnuk, die ze op de set van de film U-900 had leren kennen. In 2014 kreeg het paar een zoon.

## Discografie

### Albums
| Jaar | Titel              | Hoogste positie | Hoogste positie | Hoogste positie | Certification |
| Jaar | Titel              | GER             | AUT             | SWI             | Certification |
| ---- | ------------------ | --------------- | --------------- | --------------- | ------------- |
| 2003 | Meine Welt         | 1               | 4               | 3               | Platinum      |
| 2004 | Farben meiner Welt | 2               | 9               | 7               | Gold          |
| 2005 | Unterwegs          | 1               | 4               | 18              | Gold          |
| 2006 | Aura               | 10              | 17              | 26              | —             |
| 2010 | Blau im Blau       | 37              | 44              | —               |               |
| 2013 | Lieber so          | 21              | —               | —               |               |

### singles
| Year | Title                                     | Chart Positions | Chart Positions | Chart Positions | Album              |
| Year | Title                                     | GER             | AUT             | SWI             | Album              |
| ---- | ----------------------------------------- | --------------- | --------------- | --------------- | ------------------ |
| 2001 | Bum                                       | —               | —               | —               | Non Album track    |
| 2001 | Komm zurück zu mir                        | 76              | —               | —               | Meine Welt         |
| 2002 | Niemand Sonst                             | 31              | —               | —               | Meine Welt         |
| 2003 | Gefühle                                   | 26              | —               | —               | Meine Welt         |
| 2003 | Für dich                                  | 1               | 1               | 1               | Meine Welt         |
| 2004 | Du hast mein Herz gebrochen               | 1               | 4               | 6               | Farben Meiner Welt |
| 2004 | Du bleibst immer noch du                  | 21              | 30              | 53              | Farben Meiner Welt |
| 2004 | Sag mir – Was meinst du?                  | 14              | 21              | 39              | Farben Meiner Welt |
| 2005 | Glaub an mich                             | 3               | 6               | 15              | Unterwegs          |
| 2005 | Eine Welt ohne Dich                       | 31              | 52              | —               | Unterwegs          |
| 2006 | Where Does The Love Go (Feat. Eric Benét) | 28              | 63              | 35              | Aura               |
| 2006 | Erinner' mich Dich zu vergessen           | 6               | 22              | 23              | Aura               |
| 2007 | Die Zeit ist reif                         | 55              | —               | —               | Aura               |
| 2010 | Blau im Blau                              | 52              | —               | —               | Blau im Blau       |
| 2013 | Pendel                                    | 59              | —               | —               | Lieber so          |

## Filmografie
- 2002: Atlantic Affairs
- 2004: Große Haie – Kleine Fische (Shark Tale), Duitse voice-over voor Angie (Renée Zellweger)
- 2005: Chartbreak Hotel
- 2005: Sophie – Braut wider Willen
- 2007: Das Geheimnis des Königssees
- 2007: Wenn Liebe doch so einfach wär
- 2007: Keinohrhasen
- 2007: U900
- 2008: Hexe Lilli: Der Drache und das magische Buch
- 2009: Schatten der Gerechtigkeit
- 2009: Eine Frau wie Romy as Romy Schneider
- 2009: Engel sucht Liebe
- 2009: Der Vulkan
- 2009: Zweiohrküken
- 2009: Das Geheimnis des Königsees
- 2010: Die Frau des Schläfers
- 2010: Das Leben ist zu lang
- 2010: The Promise
- 2011: Am Ende der Hoffnung
- 2011: Das Mädchen auf dem Meeresgrund
- 2012: Plötzlich 70!
- 2013: Nur eine Nacht
- 2013: Helden - Wenn dein Land dich braucht
- 2014: Beauty and the Beast

### Series
- 2001–2005: Gute Zeiten, schlechte Zeiten
- 2005: Hallo Robbie!
- 2005: Tatort
- 2007: SOKO 5113

### Nasynchronisaties
- 2004: Große Haie – Kleine Fische
- 2008: Hexe Lilli – Der Drache und das magische Buch

- Gemeinsame Normdatei: 135220998
- International Standard Name Identifier: 0000 0000 5810 3396
- Library of Congress Control Number: no2017041122
- MusicBrainz: f24cf6eb-5f18-4483-b4e7-b1f25dffc0a4
- Virtual International Authority File: 80040606
- WorldCat: E39PBJrGtHPdt98VRdcc8t9JjC